# Murcia serrata
Murcia serrata är en kvalsterart som först beskrevs av C. och C., jr. Pérez-Íñigo 1993.  Murcia serrata ingår i släktet Murcia och familjen Ceratozetidae. Inga underarter finns listade i Catalogue of Life.